# Marc Trudel
Pour les articles homonymes, voir Trudel.
Marc-Napoléon Trudel (né le 29 mars 1896 à Sainte-Geneviève-de-Batiscan - mort le 10 septembre 1961 à Shawinigan) est un médecin et un homme politique du Québec. Il a été député de la circonscription électorale de Saint-Maurice à l'Assemblée législative du Québec de 1935 à 1939 et de 1944 à 1952.

## Biographie
Il est le fils de Philippe Trudel, cultivateur, et de Séphora Saint-Arnaud.  Il étudie à l'Université de Montréal et devient médecin en 1922.  Il s'établit à Shawinigan en 1923 et y pratique la médecine à l'hôpital Joyce et à l'hôpital Sainte-Thérèse.

## Politique
Il est élu pour la première fois lors de l'élection générale québécoise de 1935 comme député de l'Action libérale nationale (ALN).  Comme la plupart des députés de l'ALN, il se joint à l'Union nationale et il est réélu comme candidat de ce parti à l'élection générale de 1936.  Il est orateur (président) suppléant de l'Assemblée législative de 1936 à 1939.  Il est défait par le candidat du parti libéral, Polydore Beaulac, à l'élection de 1939.
Il est de nouveau élu député de l'Union nationale à l'élection de 1944 et réélu à celle de 1948.  Le 30 août 1944, il devient ministre sans portefeuille dans le second gouvernement Duplessis.  Il est défait à l'élection générale de 1952 par le candidat du parti libéral, René Hamel.
Le 6 octobre 1952, il est nommé président de la Commission du salaire minimum.
Il est président du Collège des médecins du Québec de 1946 à 1961.
Il meurt en 1961, à l'âge de 65 ans.  Il est inhumé au cimetière Saint-Joseph, à Shawinigan.
Le pont Trudel, sur le Saint-Maurice, est nommé en son honneur.